# Acetes chinensis
Acetes chinensis är en kräftdjursart som beskrevs av Hansen 1919. Acetes chinensis ingår i släktet Acetes och familjen Sergestidae. Inga underarter finns listade i Catalogue of Life.